# این درد داره
این درد داره (انگلیسی: This Is Going to Hurt) نام یک کتاب غیرداستانی از کمدین اهل بریتانیا آدام کی است که در سال ۲۰۱۷ منتشر شد. این کتاب مجموعه‌ای از خاطرات نویسنده بین سال‌های ۲۰۰۴ تا ۲۰۱۰ است، زمانی که وی دکتر تحت آموزش در سرویس سلامت همگانی در بریتانیا بود. این کتاب به مسائل سیاسی مربوط به سرویس سلامت همگانی و عدم تخصیص اعتبار و منابع به این سرویس می‌پردازد. کی خاطراتش را به شکل کمدی و طنز بیان می‌کند.